# 瑞士意大利語區大學
瑞士意大利語區大學（Università della Svizzera italiana，簡稱USI)，在英語世界也經常被稱為盧加諾大學（'）是一家位於瑞士提契諾州盧加諾、門德里西奧和貝林佐納的公立大學。USI是瑞士全國唯一一所意大利語大學。
學校設立的主意早於19世紀便出現，當年的聯邦委員會委員斯特法諾·弗蘭希尼便曾在1840年代推動州學院（Accademia Cantonale）構想。目前的大學雛形則源自1970年代的持續進修學院瑞士意大利語區中央大學（Centro Universitario della Svizzera Italiana）。
目前该学校一共有三个校区，分别为西校区（主校区）、东校区（与SUPSI大学共用）、门德里西奥校区。